# Wilhelm Hofmeister
Wilhelm Friedrich Benedikt Hofmeister (18 de maio de 1824 – 12 de janeiro de 1877) foi um biólogo e botânico alemão. Ele "permanece como um dos verdadeiros gigantes na história da biologia e pertence ao mesmo panteão que Darwin e Mendel". Amplamente autodidata, foi o primeiro a estudar e estabelecer a alternância de gerações e os detalhes da reprodução sexual nas briófitas.

## Biografia
Hofmeister e sua irmã Clementine eram filhos de Friederich e Frederike (nascida Seidenschnur) Hofmeister. Seu pai era editor e vendedor de livros e música em Leipzig. Deixou o ensino médio profissionalizante (Realschule) aos 15 anos e foi enviado como aprendiz para uma livraria em Hamburgo por um conhecido de seu pai. Conheceu Muriel Agnes Lurgenstein e casaram-se em 1847, tendo posteriormente nove filhos. No mesmo ano, foi iniciado na maçonaria na Loja Apollo em Hamburgo. Ela (morreu em 28 de março de 1870) e sete filhos morreram antes dele. Seu segundo casamento com Johanna Schmidt em 26 de fevereiro de 1876 foi breve porque ele morreu em 1877 após vários derrames.
Ele fez a maior parte de suas pesquisas em seu tempo livre, principalmente das quatro às seis da manhã antes de ir trabalhar. Ainda assim, tinha apenas 27 anos quando publicou sua monografia revolucionária sobre a alternância de gerações nas plantas. Foi agraciado com um doutorado honorário pela Universidade de Rostock em 1851. Somente em 1863 foi empregado como Professor e Diretor do Jardim Botânico da Universidade de Heidelberg. Em 1872, transferiu-se para a Universidade de Tübingen.
Hofmeister é amplamente creditado com a descoberta da alternância de gerações como um princípio geral na vida vegetal. Sua proposta de que a alternância entre uma geração produtora de esporos (esporófito) e uma geração produtora de gametas (gametófito) constituía uma teoria unificadora da evolução vegetal foi publicada em 1851. Isso foi crucial para demonstrar que a reprodução sexual ocorria nas plantas, o que estava sob extenso debate em meados do século XIX. Ele mostrou que eram necessários produtos tanto do tubo polínico quanto do óvulo. Esta descoberta e princípio unificador da reprodução vegetal ocorreu oito anos antes da publicação da A Origem das Espécies de Darwin. Após a publicação deste livro, Hofmeister tornou-se um dos principais defensores do darwinismo.
Hofmeister também foi um dos primeiros estudiosos da genética em plantas. É citado pelos primeiros estudos de embriologia vegetal. De acordo com C. D. Darlington, Hofmeister havia observado o que mais tarde seria chamado de cromossomos em um núcleo celular em divisão já em 1848. Ele deixou esboços detalhados que são reproduzidos em Os Fatos da Vida de Darlington, embora não tenha sido o primeiro a observá-los. Há boas evidências de que Gregor Mendel estava ciente do trabalho de Hofmeister e isso fez parte de sua motivação para estudar a hibridização de plantas.
Seus livros Die Lehre von der Pflanzenzelle (1867) e Allgemeine Morphologie der Gewächse (1868) tratavam de células vegetais e morfologia. Continham descrições e ilustrações muito detalhadas do estudo microscópico da estrutura celular vegetal e organização interna. A parede celular era um foco particular. Ele observou que as células vegetais se expandem e depois se dividem com uma nova parede colocada no centro da célula. Durante este crescimento, registrou que as paredes celulares incham na direção do crescimento, correspondendo a camadas e estrias na parede. Assim, identificou uma diferença fundamental entre o desenvolvimento em plantas e animais, já que as células animais precisam migrar conforme os órgãos se desenvolvem. Seu livro sobre morfologia vegetal de 1868 incluiu estudos de respostas de crescimento a estímulos ambientais, particularmente gravitropismo e fototropismo. Realizou experimentos para medir as forças e tensões envolvidas quando os caules das plantas se curvam. Charles Darwin referiu-se extensivamente aos estudos de Hofmeister em seu próprio livro O Poder do Movimento nas Plantas (1880).
Em 1869, foi eleito membro estrangeiro da Academia Real Sueca de Ciências.
A contribuição de Hofmeister para a biologia ainda está longe de ser amplamente reconhecida. Isso pode ser parcialmente atribuído ao fato de que apenas uma de suas obras foi traduzida na época do alemão para o inglês. No entanto, Kaplan & Cooke concluem que "sua reputação ficou eclipsada porque ele estava tão à frente de seus contemporâneos que ninguém conseguia entender ou apreciar seu trabalho".

## Obras selecionadas
- "Untersuchungen des Vorgangs bei der Befruchtung der Oenothereen." In: Botanische Zeitung, vol. 5, 1847, cols. 785–792 (= in: No. 45, 5 de novembro de 1847).
- Die Entstehung des Embryo der Phanerogamen. Eine Reihe mikroskopischer Untersuchungen. Verlag F. Hofmeister, Leipzig 1849.
- Vergleichende Untersuchungen der Keimung, Entfaltung und Fruchtbildung höherer Kryptogamen (Moose, Farrn, Equisetaceen, Rhizocarpeen und Lycopodiaceen) und der Samenbildung der Coniferen. 179 pp., 1851,  (Reimpressão: Historiae Naturalis Classica 105. Cramer, Vaduz 1979). Tradução para o inglês (por F. Currey): Sobre a germinação, desenvolvimento e frutificação da criptogamia superior e sobre a frutificação das Coníferas. Ray Society, Londres, 1862.
- Neue Beiträge zur Kenntniss der Embryobildung der Phanerogamen.  1. Dikotyledonen mit ursprünglich einzelligem, nur durch Zellentheilung wachsendem Endosperm. S. Hirzel, Leipzig, pp. 536–672. 1859.
- Neue Beiträge zur Kenntniss der Embryobildung der Phanerogamen.  2. Monokotyledonen. S. Hirzel, Leipzig, pp. 632–760. 1861.
- "Die Lehre von der Pflanzenzelle". In: W. Hofmeister (ed.): Handbuch der Physiologischen Botanik I-1. W. Engelmann, Leipzig 1867.
- "Allgemeine Morphologie der Gewächse." In: W. Hofmeister (ed.): Handbuch der Physiologischen Botanik I-2. W. Engelmann, Leipzig 1868.